# Emil Heilborn

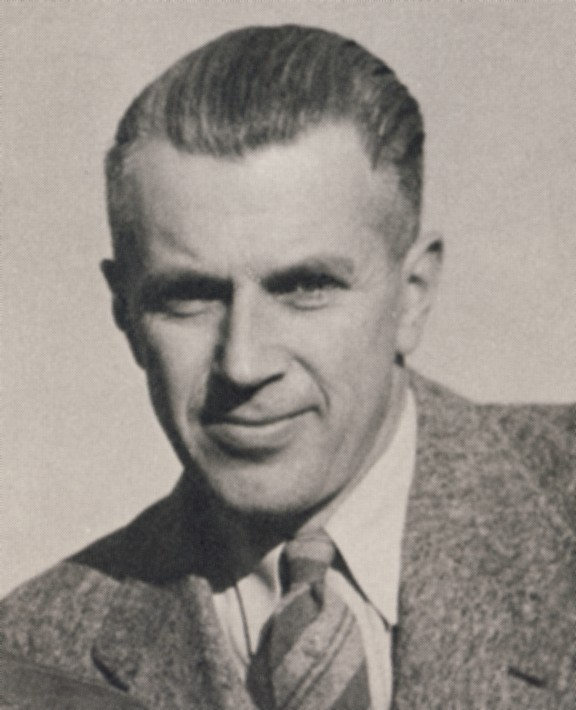
Emil Heilborn på 1950-talet

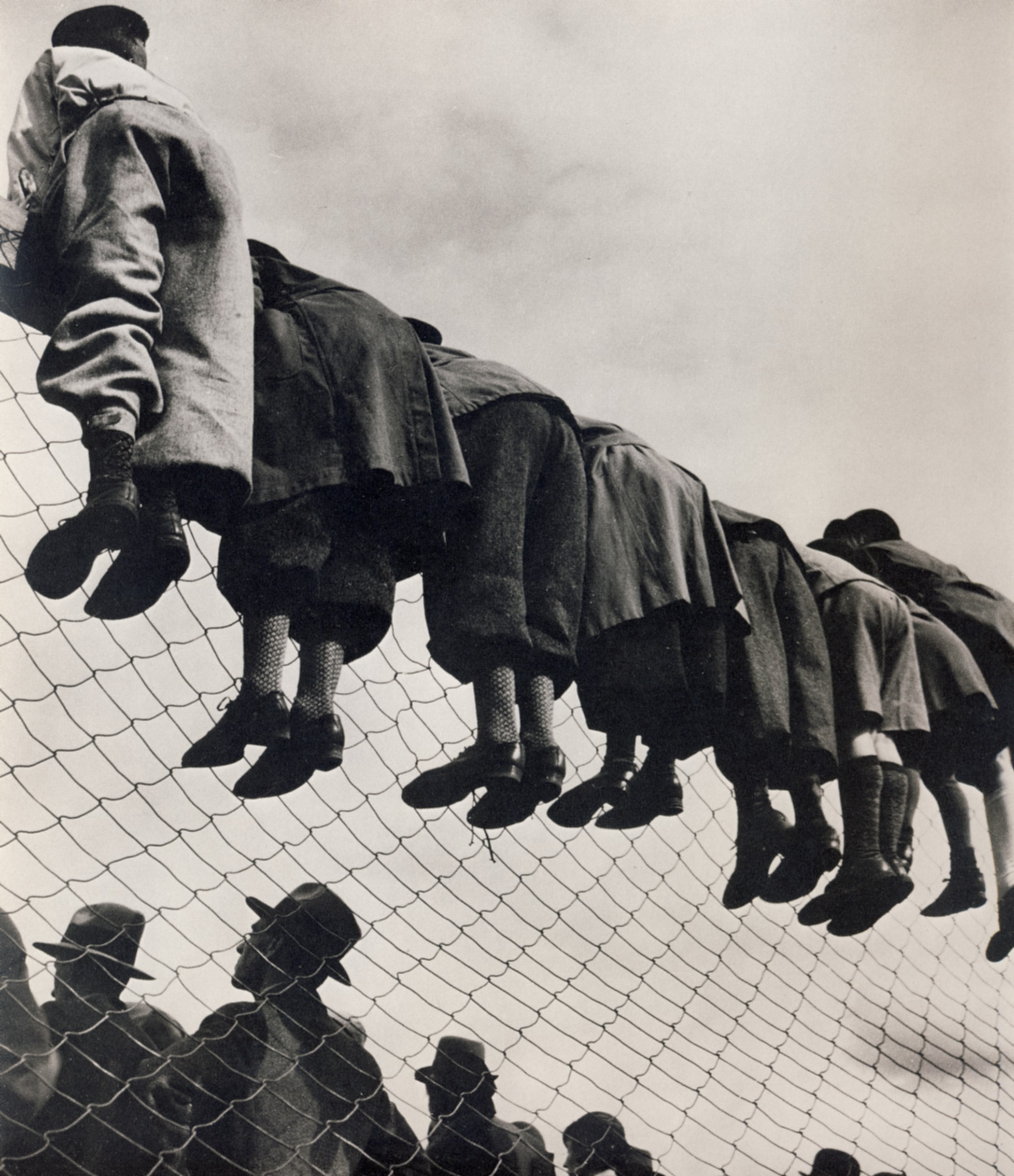
Publiken vid en hundutställning 1934

Emil Douglas Heilborn, född 27 juli 1900 i Ryssland, död 18 maj 2003 i Stockholm, var en svensk fotograf.
Emil Heilborn var från början ingenjör och som sådan omsatte han ingenjörens saklighet och tekniska inriktning i sina fotografier. Som amatör fotograferade han åren 1923-1927 under en Orientresa och under en USA-resa. En svit av dessa fotografier publicerades i Dagens Nyheter. Under sin USA-vistelse arbetade Heilborn som konstruktör hos General Motors i Flint, Michigan och Briggs Manufacturing Company och Hudson Motor Car Company i Detroit.
Efter hemkomsten till Sverige fick han anställning hos General Motors, men började alltmer ägna sig åt sitt fotointresse. Hans specialitet blev industri- och reklamfotografering. Han avbildade bland annat cykelskyltar för cykelmärket Nordstjärnan, bandvalsen i Långshyttan och Västerbron i Stockholm under byggnad. Västerbron visade han i ett intressant fotomontage, dels uppifrån och dels nedifrån. Men han arbetade även med friare, lättare motiv. Bilden från 1934 på gratisåskådarna uppflugna på ett högt staket vid en hundutställning blev uppmärksammad.
Mot slutet av 1930-talet övergick Heilborn mer och mer till film. Han producerade en lång rad industrifilmer och flera populära skärgårdsfilmer. Efter att ha deltagit i en stor samlingsutställning av svensk fotografi på Nationalmuseum i Stockholm 1944 blev det ganska tyst kring Heilborn.
Sin fotografiska karriär avslutade han 1977 som fotograf vid Nordiska museet i Stockholm. Samma år hade han en utställning på Fotografiska museet. I museets katalog beskrev han sig själv som "en samvetsgrann individualist".  Vid 93 års ålder fick Heilborn ett sent internationellt genombrott på Robert Mann Gallery i New York. Moderna museet förvaltar hans stora produktion.
Till Sankt Petersburgs 300-årsjubileum, som understöddes av Svenska Institutet, producerades en större utställning med Emil Heilborns bilder av Petter Österlund vid Fotomuseet i Sundsvall. Utställningen var Heilborns första i Ryssland, och i hans födelsestad, och bestod av cirka 160 originalbilder i ram. Med i produktionsteamet var även Rebecka Dalen. Österlund producerade även en bok, med texter av bland andra Heilborn själv, Hasse Person och Jan Erik Lundström. Det var Heilborns första bok, som han vid 102 års ålder hann se färdig. Utställningen i Sankt Petersburg stängde samma dag som Heilborn gick bort. 2004 ställdes projektet Emil Heilborn Quality Made - Made in Sweden ut på Moskvas fotofestival och vann folkets röster som festivalens bästa utställning, 365 000 SMS-röster. Därefter har utställningen visats i Sundsvall och Umeå.
Heilborn var också en framstående bågskytt och hade guldmedalj i VM 1936 (världsrekord) och silvermedalj i VM 1933 respektive VM 1934. Hans syster, Ina Catani (född Heilborn), var också en framgångsrik bågskytt som blev Sveriges första kvinnliga världsmästare.